# Anthias noeli
Anthias noeli, danh pháp thông thường là Rosy Jewelfish (bằng tiếng Anh), là một loài cá biển thuộc chi Anthias trong họ Cá mú. Loài này được mô tả lần đầu tiên vào năm 2000.

## Phân bố và môi trường sống
A. noeli có phạm vi phân bố ở vùng biển Đông Nam Thái Bình Dương. Đây là loài duy nhất trong chi có mặt ở Thái Bình Dương, tính tới hiện tại. A. noeli là một loài đặc hữu của quần đảo Galapagos. Loài này sống xung quanh các rạn san hô và đá ngầm ở độ sâu khoảng từ 184 đến 351 m.

## Mô tả
A. noeli trưởng thành có kích thước lớn nhất là khoảng 29 cm. Thân thuôn dài, hình bầu dục. Nửa thân trên và đầu trên có màu hồng lam, chuyển thành màu xám bạc (hơi hồng) ở phần thân còn lại (những màu này trở nên đỏ khi vừa được đánh bắt). Gáy màu vàng. Có một sọc từ mõm kéo dài xuống vùng dưới mắt, rồi băng đến góc mang. Mống mắt màu lam xám, với một vòng màu trắng bên trong. Vây lưng có phần gai màu bạc; vây mềm màu hồng lam với các tia vây màu vàng. Vây hậu môn hơi đỏ; gai và tia vây màu vàng. Vây bụng màu đỏ, rìa trước màu vàng. Vây ngực màu đỏ hồng. Vây đuôi xẻ thùy, có màu đỏ đến hồng đậm; viền cạnh trên và dưới màu xanh trắng.
Số gai ở vây lưng: 10 (gai thứ 4 hoặc thứ 5 dài nhất); Số tia vây mềm ở vây lưng: 15 - 16; Số gai ở vây hậu môn: 3; Số tia vây mềm ở vây hậu môn: 7 - 8; Số tia vây mềm ở vây ngực: 18 - 20; Số vảy đường bên: 42 - 48; Số lược mang: 38 - 46.
Thức ăn của A. noeli là các loài sinh vật phù du và động vật giáp xác.